# Copycat effect
Copycat effect – zjawisko zaobserwowane w kryminologii odnoszące się do kopiowania przez przestępców lub samobójców zachowań, które wcześniej poznali z relacji w środkach masowego przekazu.
Termin został użyty przez Lorena Colemana, który badał to zjawisko i publikował książki na ten temat. Jesienią 2006 Coleman przewidział falę aktów przemocy w północno-amerykańskich szkołach. Po masakrze w Virginia Tech liczne stacje telewizyjne przeprowadziły wywiady z Colemanem, który wskazał na podobieństwa pomiędzy masakrami w Columbine, Dawson College i ostatniej w Virginia Tech (odpowiednio 1999, 2006 oraz 2007). Według Colemana zamachowcy rywalizują, chcąc zabić jak największą liczbę osób.